# Стара Нечаєвка
Стара Неча́євка (рос. Старая Нечаевка, ерз. Старая Нечаевка) — присілок у складі Кочкуровського району Мордовії, Росія. Входить до складу Булгаковського сільського поселення.

## Населення
Населення — 1 особа (2010; 7 у 2002).
Національний склад (станом на 2002 рік):
- росіяни — 86 %